# San Jacinto (Chiquimula)
San Jacinto (en honor a su santo patrono Jacinto de Cracovia) es un municipio del departamento de Chiquimula de la región nor-oriente de la República de Guatemala. Celebra su fiesta el 8 de febrero de cada año en honor de san Jacinto.
Tras la Independencia de Centroamérica en 1821, el poblado de San Jacinto fue asignado al Circuito de Chiquimula en el Distrito N.º4 (Chiquimula) para la impartición de justicia por medio de juicios de jurados.  A partir de 2000 es miembro de la Mancomunidad de Nor-Oriente de Guatemala.

## Toponimia
Varios de los nombres de los municipios y poblados de Guatemala constan de dos partes: el nombre del santo católico que se venera el día en que fueron fundados y una descripción con raíz náhuatl; esto se debe a que las tropas que invadieron la región en la década de 1520 al mando de Pedro de Alvarado estaban compuestas por soldados españoles y por indígenas tlaxcaltecas y cholultecas.  En algunos casos, los poblados solamente conservan el nombre del santo, como en el caso de San Jacinto.

## División política
Es el municipio más pequeño que tiene el departamento de Chiquimula. Ocupa el 4% de pobladores en todo el departamento. Se divide en once aldeas y veintitrés caseríos que son:
| División | Listado |
| -------- | --- |
| Aldea    | - Agua Zarca - El Carrizal - Dolores - El Escalón - Las Lomas - La Majada - Pueblo Nuevo - Santa Cruz - Ticanlú - Tizubín - El Zapote |
| Caseríos | - Valle Nuevo - El Chucte - San Jorge - Plan del Conejo - Los Méndez - San Nicolás - Laguna el Carrizo - Los Agosto - Jocotal - Valle de la Escuela - Valle de los Lemus - Valle de los Martínez - Ahorcado - Jute - Los Gálvez - Los Molina - Los Lorenzo - Los Pastores - Los Pérez - Los Ramos - Los Roque - Zapote Abajo - Los Agustines - Barrio el Tamarindo |

## Geografía física

### Clima
La cabecera municipal de San Jacinto tiene clima tropical (Clasificación de Köppen: Am).
| Parámetros climáticos promedio de San Jacinto | Parámetros climáticos promedio de San Jacinto | Parámetros climáticos promedio de San Jacinto | Parámetros climáticos promedio de San Jacinto | Parámetros climáticos promedio de San Jacinto | Parámetros climáticos promedio de San Jacinto | Parámetros climáticos promedio de San Jacinto | Parámetros climáticos promedio de San Jacinto | Parámetros climáticos promedio de San Jacinto | Parámetros climáticos promedio de San Jacinto | Parámetros climáticos promedio de San Jacinto | Parámetros climáticos promedio de San Jacinto | Parámetros climáticos promedio de San Jacinto | Parámetros climáticos promedio de San Jacinto |
| Mes                                           | Ene.                                          | Feb.                                          | Mar.                                          | Abr.                                          | May.                                          | Jun.                                          | Jul.                                          | Ago.                                          | Sep.                                          | Oct.                                          | Nov.                                          | Dic.                                          | Anual                                         |
| --------------------------------------------- | --------------------------------------------- | --------------------------------------------- | --------------------------------------------- | --------------------------------------------- | --------------------------------------------- | --------------------------------------------- | --------------------------------------------- | --------------------------------------------- | --------------------------------------------- | --------------------------------------------- | --------------------------------------------- | --------------------------------------------- | --------------------------------------------- |
| Temp. máx. media (°C)                         | 28.7                                          | 30.1                                          | 32.3                                          | 33.0                                          | 32.5                                          | 30.4                                          | 30.0                                          | 30.4                                          | 29.6                                          | 29.3                                          | 28.6                                          | 28.0                                          | 30.2                                          |
| Temp. media (°C)                              | 23.2                                          | 24.3                                          | 26.0                                          | 26.9                                          | 26.8                                          | 25.5                                          | 25.3                                          | 25.3                                          | 24.9                                          | 24.6                                          | 23.7                                          | 23.0                                          | 25                                            |
| Temp. mín. media (°C)                         | 17.8                                          | 18.5                                          | 19.8                                          | 20.9                                          | 21.2                                          | 20.6                                          | 20.6                                          | 20.3                                          | 20.2                                          | 19.9                                          | 18.8                                          | 18.1                                          | 19.7                                          |
| Precipitación total (mm)                      | 0                                             | 1                                             | 5                                             | 13                                            | 103                                           | 219                                           | 160                                           | 148                                           | 204                                           | 92                                            | 10                                            | 4                                             | 959                                           |
| Fuente: Climate-Data.org                      |                                               |                                               |                                               |                                               |                                               |                                               |                                               |                                               |                                               |                                               |                                               |                                               |                                               |

### Ubicación geográfica
Se encuentra a una distancia de 17 kilómetros de la cabecera departamental Chiquimula. Está completamente rodeado por municipios del departamento de Chiquimula:
- Norte: Chiquimula
- Sur: Quezaltepeque
- Este: San Juan Ermita
- Oeste: Ipala y San José La Arada[5]

|                                | Norte: Chiquimula  |                       |
| Oeste: Ipala San José La Arada |                    | Este: San Juan Ermita |
|                                | Sur: Quezaltepeque |                       |

## Gobierno municipal
Los municipios se encuentran regulados en diversas leyes de la República, que establecen su forma de organización, lo relativo a la conformación de sus órganos administrativos y los tributos destinados para los mismos.  Aunque se trata de entidades autónomas, se encuentran sujetos a la legislación nacional y las principales leyes que los rigen desde 1985 son:
| N.º | Ley                                                | Descripción |
| --- | -------------------------------------------------- | --- |
| 1   | Constitución Política de la República de Guatemala | Tiene una regulación legal específica para los municipios en los artículos 253 al 262. |
| 2   | Ley Electoral y de Partidos Políticos              | Ley de carácter constitucional aplicable a los municipios en el tema de la conformación de sus autoridades electas. |
| 3   | Código Municipal                                   | Decreto 12-2002 del Congreso de la República de Guatemala. Tiene la categoría de ley ordinaria y contiene preceptos generales aplicables a todos los municipios, e inclusive contiene legislación referente a la creación de los municipios.             |
| 4   | Ley de Servicio Municipal                          | Decreto 1-87 del Congreso de la República de Guatemala. Regula las relaciones entra la municipalidad y los servidores públicos en materia laboral. Tiene su base constitucional en el artículo 262 de la constitución que ordena la emisión de la misma. |
| 5   | Ley General de Descentralización                   | Decreto 14-2002 del Congreso de la República de Guatemala. Regula el deber constitucional del Estado, y por ende del municipio, de promover y aplicar la descentralización y desconcentración económica y administrativa.                                |

El gobierno de los municipios está a cargo de un Concejo Municipal mientras que el código municipal —ley ordinaria que contiene disposiciones que se aplican a todos los municipios— establece que «el concejo municipal es el órgano colegiado superior de deliberación y de decisión de los asuntos municipales […] y tiene su sede en la circunscripción de la cabecera municipal»; el artículo 33 del mencionado código establece que «[le] corresponde con exclusividad al concejo municipal el ejercicio del gobierno del municipio».
El concejo municipal se integra con el alcalde, los síndicos y concejales, electos directamente por sufragio universal y secreto para un período de cuatro años, pudiendo ser reelectos.
Existen también las Alcaldías Auxiliares, los Comités Comunitarios de Desarrollo (COCODE), el Comité Municipal del Desarrollo (COMUDE), las asociaciones culturales y las comisiones de trabajo. Los alcaldes auxiliares son elegidos por las comunidades de acuerdo a sus principios y tradiciones, y se reúnen con el alcalde municipal el primer domingo de cada mes, mientras que los Comités Comunitarios de Desarrollo y el Comité Municipal de Desarrollo organizan y facilitan la participación de las comunidades priorizando necesidades y problemas.
Los alcaldes que ha habido en el municipio son:
- 1991-2008: Juventino Morales[8]

- 2012-2020: Leonidas Morales Sagastume[8]
- 2020-2024: Marvin Juventino Morales Palma[9]

## Historia
Se dice que en las primeras décadas del siglo XVI ya se había fundado el territorio de San Jacinto, pero no se tiene una fecha exacta de cuando fue. El municipio de San Jacinto fue la morada de muchos pobladores de diferentes etnias y razas. Los primeros pobladores que habitaron en el municipio fueron de gente de raza chortí, y luego los indígenas que habitaban en el municipio de Quezaltepeque llegaron a sus terrenos en busca de tierras fértiles para sus cultivos; también habitaba gente española.

### Tras la Independencia de Centroamérica
La constitución del Estado de Guatemala del 11 de octubre de 1825 dividió al territorio del Estado en once distritos para impartir justicia; el poblado de San Jacinto era parte del Circuito de Chiquimula en el Distrito N.º4 (Chiquimula); a este circuito pertenecían también: San José, Ipala, Orégano, Cubiletes, Hermita, Alotepeque, San Isidro, Concepción, Esquipulas, Atulapa, Jagua, Olopa, Piedra de Amolar, Orcones, Jupilingo, Camotán, Jocotán, San Juan Hermita, Chancó, San Nicolás, Quetzaltepeque, Santa Elena y San Esteban.

### Demarcación política de Guatemala de 1902
En 1902, el gobierno del licenciado Manuel Estrada Cabrera publicó la Demarcación Política de la República, y en ella se describe a San Jacinto así: «su cabecera es el pueblo del mismo nombre, a 20 km de Chiquimula, ocupa una área de 57 caballerías, 7 manzanas.  Su clima, caliente en casi todas sus partes, es templado en algunas. Sus principales cultivos son: maíz, frijol y café, y sus habitantes se dedican a la agricultura y a la ganadería».

### sigloXXI: Mancomunidad de Nor-Oriente de Guatemala
En 2000, San Jacinto se integró a la Mancomunidad de Nor-Oriente de Guatemala, la cual es una agrupación política y administrativa de once de los treinta y cuatro municipios de la región III o Nororiental de Guatemala gestiona el desarrollo social, cultural, político, económico y ambiental a través del impulso de la participación ciudadana de los diversos sectores locales.